# Movimiento Escuchando Voces
El Movimiento Escuchando Voces (Red Internacional Hearing Voices) es una convergencia de personas usuarias, ex-usuarias y supervivientes de los servicios de atención a la salud mental, grupos de apoyo mutuo, activistas del Orgullo Loco y profesionales del sector social y sanitario con enfoques críticos y de defensa de derechos humanos. En su conjunto proponen que el fenómeno de la escucha de voces, junto a otras percepciones inusuales, son algo mucho más común y natural de lo que se piensa. La coordinación de la red internacional se realiza por medio de Intervoice, una organización creada en Reino Unido en 2007, presidida actualmente por el psiquiatra Dirk Corstens y liderada por el también psiquiatra y docente universitario de psiquiatría social Marius Romme.

## Orígenes
El movimiento Hearing Voices propone una reinterpretación del fenómeno de la escucha de voces y la percepción social sobre las personas que la experimentan. La vivencia es por lo general entendida por la psiquiatría como alucinación auditiva. El movimiento se inició con el trabajo de Marius Romme, profesor de psiquiatría social en la Universidad de Limburg en Maastricht en los Países Bajos, y Sandra Escher, psiquiatra y periodista científica, quienes decidieron iniciar su trabajo cuando una persona que escuchaba voces les cuestionó por no aceptar la realidad de su experiencia.
La psiquiatría clínica tradicional acostumbra calificar la percepción subjetiva de voces como una alucinación auditiva y la considera un síntoma patognomónico o característico de algunos desórdenes mentales tales como la esquizofrenia, el trastorno bipolar o maníaco-depresivo y la psicosis. El tratamiento habitual consiste en el uso de neurolépticos con el objetivo de reducir las ideas delirantes y las alucinaciones. Este tipo de tratamientos no funciona en todos los casos y se encontró que un 23% de las personas diagnosticadas de psicosis experimentaron síntomas resistentes a la medicación (Brown et al. 1998). Se reportó que solo una minoría (en torno al 35%) obtuvo beneficios significativos del tratamiento con drogas neurolépticas. Por otra parte, los tratamientos con este tipo de psicofármacos tienen una extensa lista de efectos secundarios asociados a su uso. Hay datos de que existe un elevado porcentaje de personas que escuchan voces en algún momento de su vida, sin llegar a acudir a ninguna atención psiquiátrica o experimentar nada parecido a un episodio psicótico, razón por la cual Hearing Voices plantea la conveniencia de abordar el fenómeno de la escucha de voces recurriendo a una aproximación holística y a un diagnóstico diferenciado.
La propuesta alternativa de Hearing Voices apoya el desarrollo de técnicas efectivas para lidiar con las voces, basándose en las estrategias, tácticas y herramientas utilizadas por las propias personas que experimentan el fenómeno, han logrado un mayor o menor éxito en su afrontamiento o convivencia con ellas o incluso han alcanzado un estado de recuperación (recovery). Este enfoque puede implicar la aceptación del fenómeno y la negociación con las voces como si tuvieran entidad propia, lo cual constituye un importante punto de divergencia con el enfoque clínico tradicional.

## Posición
La postura del movimiento se puede resumir como sigue:
- Escuchar voces no es por sí mismo un signo de trastorno mental.
- Escuchar voces es algo que experimentan muchas personas sin otros síntomas que pudieran conducir a un diagnóstico de trastorno mental.
- La escucha de voces, cuando resulta problemática, está con frecuencia relacionada con problemas y traumas de intensidad y exposición variables en la historia de la persona.
- Si la escucha de voces genera sufrimiento psíquico o angustia, es posible aprender distintas estrategias para hacer frente a la experiencia. El manejo a menudo llega mediante un proceso de confrontación del trauma que suele estar en el origen de la experiencia.

Para respaldar su posición, la red se apoya en datos como los siguientes:
- Entre el 3 y el 10% de la población escucha voces que otras personas no escuchan.
- 3 de cada 4 personas tienen al menos una vez a lo largo de su vida una experiencia de escucha de voces.

## El movimiento
El origen del movimiento Hearing Voices se remonta a 1987, año en que Marius Romme y Sandra Escher fundaron el grupo de apoyo mutuo Stichting Weerklank (Fundación Resonancia). Posteriormente se organizó otro grupo en la ciudad de Mánchester (Reino Unido) en 1988, a raíz del trabajo de Romme y Escher. En 1989 el grupo de Mánchester organizó una serie de encuentros en distintas ciudades del norte de Inglaterra, con Romme, Escher y Anse Stiefland (escuchadora de voces, que no pasó por ningún proceso de psiquiatrización, y presidenta de la Fundación Resonancia en aquel momento). Estos encuentros tuvieron muy buena aceptación por parte de un público compuesto por personas escuchadoras de voces, familiares de estas, personas afines y profesionales de la salud mental. La integración de la experiencia de quienes escuchan voces con la de quienes trabajan como profesionales de la salud mental generó un vínculo y aceptación favorables entre ambos colectivos, por lo que los encuentros se repitieron en los años siguientes. Los resultados del trabajo realizado en dichas reuniones tuvieron difusión a través de prensa especializada y medios de comunicación generalistas y fueron recopilados en 1993 en la obra Accepting Voices («La aceptación de las voces») de Marius Romme. Después de nueve años de frecuentes contactos, se organizó un primer congreso internacional en Maastricht en agosto de 1995. Se celebran congresos anuales, que en los últimos años se han celebrado en Australia (2013), Grecia (2014), España (2015), Francia (2016), Estados Unidos (2017)... Durante los años siguientes al primer congreso de 1995 se fundaron redes de grupos en Italia, Finlandia (1995), Gales y Escocia en el Reino Unido, Suecia, Austria, Suiza, Alemania (1998), Noruega, Dinamarca, Japón (1996), Israel, Nueva Zelanda, Australia, Estados Unidos (2006), Grecia y España (2015).

### España
En el año 2015 se celebró en la ciudad española de Alcalá de Henares el 7º Congreso Internacional de Hearing Voices. En una primera parte tuvo lugar el encuentro internacional de la red Intervoice donde se trataron asuntos de las distintas organizaciones locales de cada país. En la segunda parte, nombrada de manera distintiva como Entrevoces, se abordaron muy variados temas respecto a la experiencia de la escucha de voces y el sufrimiento psíquico en general, abordando los aspectos sociales con una profundidad poco habitual tanto para la red internacional como para el ámbito de la salud mental del estado anfitrión. Los años de crisis económica y sus efectos sobre la ciudadanía en general unidos a los recortes en la atención social y sanitaria, motivaron que esto se estableciera como eje central durante la organización del congreso.
Aunque no existían ni existen en España grupos formalmente vinculados a la red Hearing Voices, sí que existían previamente organizaciones similares y afines como Activament (Cataluña), Radio Nikosia (Cataluña), Xarxa GAM (Cataluña), En Primera Persona (Andalucía), Asociación Hierbabuena (Asturias) , Radio Prometea (Galicia) O Asociación Mejorana (Navarra). Poco después de un mes de la celebración del congreso se formaba en Madrid el colectivo Flipas GAM. Las siglas GAM se refieren a Grupos de Apoyo Mutuo, una estructura horizontal, habitualmente sin participación de profesionales o con participación limitada, bastante habitual dentro de Hearing Voices y que suele darse en otros colectivos similares organizados por personas afectadas. En los años siguientes, se formarían más grupos por todo el estado. Valencia, Galicia, Castilla-La Mancha, Navarra y Canarias aumentando la presencia, actividad e influencia del colectivo de personas con trastorno mental, tradicionalmente representado por las familias de estas. Muchas de estas redes de contactos y colectivos que se formaron se solaparon y sirvieron de substrato después para las de Orgullo Loco (Mad Pride) que celebraron el 20 de mayo de 2018 el primer Día del Orgullo Loco que se celebró en España. Puede considerarse que todas estas actividades fueron impulsadas por la celebración previa del congreso Entrevoces y una repercusión mediática que trascendió los ámbitos profesionales especializados hasta llegar a nivel de la población general.

## Fundación de Intervoice
En 1997 se realizó en Maastricht una conferencia de personas que escuchan voces y profesionales del área clínica (enfermería, psicología, psiquiatría, etc.) para debatir sobre las mejores maneras de desarrollar y promover la investigación sobre el tema. En la oportunidad se decidió crear una organización formal que diera soporte administrativo y apoyara la coordinación de las diversas iniciativas en las distintas redes de varios países. La red adoptó el nombre de Intervoice, The International Network for Training, Education and Research into Hearing Voices («Red Internacional de Capacitación, Educación e Investigación en la Escucha de Voces»).
Esta red internacional organiza reuniones anuales para dar continuidad y compartir las diversas iniciativas e investigaciones, estimulando y apoyando el intercambio de información y la asistencia técnica entre los diversos grupos locales, así como la traducción y publicación de libros y artículos sobre escucha voces.
Un testimonio ilustrativo de esta perspectiva es el de Eleanor Longden, postgrado en psicología, miembro del comité de investigación internacional de Intervoice, en su exposición The voices in my head (Las voces en mi cabeza) realizada en un evento organizado por TED.